# Mark Robson (calciatore)
Mark Robson (Newham, 22 maggio 1969) è un allenatore di calcio ed ex calciatore inglese, di ruolo centrocampista.

## Carriera

### Giocatore

#### Club
Robson cominciò la propria carriera con la maglia dell'Exeter City, nel 1986. Debuttò in squadra l'11 ottobre dello stesso anno, nel successo per 2-0 sul Lincoln City, trovando anche la via del gol. In quella stagione, totalizzò 28 presenze tra tutte le competizioni e attirò su di sé l'interesse del Tottenham, che pagò per lui la cifra di 50.000 sterline. Dovette attendere fino al 17 dicembre 1988 per giocare il primo incontro con gli Spurs, giocando nella vittoria per 0-2 in casa del West Ham, subentrando a Paul Walsh. Dopo i prestiti al Reading, al Watford e al Plymouth, Robson passò con la stessa formula ai norvegesi del Rosenborg. Giocò una sola partita di campionato con questa maglia, subentrando a Bent Skammelsrud nella sconfitta per 5-0 sul campo dello Start.
Tornato al Tottenham, giocò in prestito all'Exeter City prima di essere ceduto a titolo definitivo alla squadra per cui faceva tifo da bambino, il West Ham. A novembre 1993, fu ceduto al Charlton in cambio di 125.000 sterline. Dopo quattro anni in squadra, si trasferì al Notts County, dove chiuse la carriera nel 2000. Nel 2004 tornò però in campo, per giocare prima nello Hornchurch e poi nel Bishop's Stortford.

### Allenatore
Il 10 giugno 2012, fu annunciato come nuovo allenatore del Barnet. Il 12 ottobre successivo, fu affiancato da Edgar Davids in questa posizione.